# 新华社莫斯科分社
新华社莫斯科分社，是新华社驻俄罗斯莫斯科的新闻派出机构。

## 历史
1950年3月，新华社派遣记者李何及其夫人瞿独伊（瞿秋白的女儿）担任驻莫斯科记者。李何是在新疆盛世才的监狱中自学的俄语。1953年9月总社派李楠任莫斯科分社记者。1954年夏，李何改任《人民日报》驻苏联记者。